# Norbega
La Compañía Norteña de Bebidas Gaseosas Norbega Sociedad Limitada, más conocida como Norbega SA y, desde 2017, como Norbega debido al cambio del tipo de sociedad mercantil, es una empresa española con sede en Galdácano, provincia de Vizcaya. Se dedica principalmente a la elaboración de bebidas gaseosas, especialmente bebidas de la marca Coca-Cola a través del concesionario que poseen con la citada marca desde la fundación de Norbega en 1956.

## Historia
Norbega SL se funda en 1956 en Galdácano (Vizcaya). Desde su fundación, consigue una concesionaria para la elaboración de bebidas de las marcas de The Coca-Cola Company. Dicha concesionaria dura hasta la actualidad.
A lo largo de los años, Norbega ha ido abriendo otras fábricas en distintos lugares de España, tales como Piadela (San Esteban) en La Coruña; León, Fuentes Nuevas y Flores del Sil, en la provincia de León; y en Mutilva, en Navarra.
En 2017, el administrador único de la compañía, Víctor Urrutia Vallejo, decidió en fecha 30 de junio de 2017 modificar el tipo de sociedad mercantil de la sociedad anónima a una sociedad de responsabilidad limitada.

## Producción y venta
La compañía se dedica a fabricar marcas pertenecientes a la multinacional The Coca-Cola Company que luego son distribuidas a grandes superficies como Eroski o Makro.